# Udinese Calcio 1987-1988
Questa voce raccoglie le informazioni riguardanti l'Udinese Calcio nelle competizioni ufficiali della stagione 1987-1988.

## Stagione
Nella stagione 1987-88 l'Udinese ha disputato il campionato di Serie B, con 38 punti in classifica si è piazzato in decima posizione, il torneo è stato vinto con 51 punti dal Bologna che è salito in Serie A con Lecce, Lazio e Atalanta. A Udine torna Franco Dal Cin come general manager, la scelta dell'allenatore cade su Massimo Giacomini. L'inizio del campionato è molto negativo, a pagare è l'allenatore, al suo posto provvisoriamente Marino Lombardo, in attesa dello "zingaro" Bora Milutinović, ma anche il serbo non ha molta fortuna, l'ultima chiamata sulla panchina friulana è per Nedo Sonetti che arriva appena prima di Natale e mette alla frusta i suoi ragazzi, riuscendo a compiere una bella rimonta, portando l'Udinese a ridosso delle prime. Ma le energie sono ridotte al lumicino, con i friulani che si devono accontentare del decimo posto.
In Coppa Italia l'Udinese viene eliminata al primo turno nel quinto girone di qualificazione, con il quarto posto nel girone vinto dal Napoli e dalla Fiorentina, qualificate agli ottavi. Per questa stagione in queste qualificazioni la vittoria viene premiata con 3 punti, il pareggio viene tolto, se si pareggia come ha fatto l'Udinese nel quinto turno a Padova (0-0) si tirano i calci di rigore, che assegnano 2 punti a chi vince ed 1 a chi perde.

## Divise e sponsor
Il fornitore di materiale tecnico per la stagione 1987-1988 fu ABM, mentre lo sponsor ufficiale è la Rex.
| Casa | Trasferta |

## Rosa
| N. |                   | Ruolo | Calciatore          |
| -- | ----------------- | ----- | ------------------- |
|    | Italia (bandiera) | P     | Beniamino Abate     |
|    | Italia (bandiera) | P     | Fabio Brini         |
|    | Italia (bandiera) | D     | Roberto Bruno       |
|    | Italia (bandiera) | D     | Fabiano Del Fabro   |
|    | Italia (bandiera) | D     | Aldo Firicano       |
|    | Italia (bandiera) | D     | Gianluigi Galbagini |
|    | Italia (bandiera) | D     | Dino Galparoli      |
|    | Italia (bandiera) | D     | Alessandro Orlando  |
|    | Italia (bandiera) | D     | Vittorio Pusceddu   |
|    | Italia (bandiera) | D     | Ubaldo Righetti     |
|    | Italia (bandiera) | D     | Federico Rossi      |
|    | Italia (bandiera) | D     | Massimo Storgato    |
|    | Italia (bandiera) | C     | Odoacre Chierico    |

| N. |                   | Ruolo | Calciatore              |
| -- | ----------------- | ----- | ----------------------- |
|    | Italia (bandiera) | C     | Antonino Criscimanni    |
|    | Italia (bandiera) | C     | Paolo Dal Fiume         |
|    | Italia (bandiera) | C     | Giuseppe Dossena        |
|    | Italia (bandiera) | C     | Davide Fontolan         |
|    | Italia (bandiera) | C     | Andrea Manzo            |
|    | Italia (bandiera) | C     | Gian Pietro Tagliaferri |
|    | Italia (bandiera) | C     | Edy Treppo              |
|    | Italia (bandiera) | A     | Luigi Caffarelli        |
|    | Italia (bandiera) | A     | Francesco Graziani      |
|    | Italia (bandiera) | A     | Luca Lugnan             |
|    | Italia (bandiera) | A     | Alvaro Zian             |
|    | Italia (bandiera) | A     | Roberto Russo           |
|    | Italia (bandiera) | A     | Claudio Vagheggi        |

## Risultati

### Campionato

#### Girone di andata
| Arbitro: | Tuveri (Cagliari) |

|                                            |           |  |
| Chierico 11’ F. Graziani 25’ Galparoli 79’ | Marcatori |  |

| Arbitro: | Di Cola (Avezzano) |

|                    |           |              |
| Monza 49’ Poli 83’ | Marcatori | 66’ Fontolan |

| Arbitro: | Felicani (Bologna) |

|                   |           |              |
| Avanzi 43’ (aut.) | Marcatori | 22’ Lombardo |

| Arbitro: | Nicchi (Arezzo) |

|              |           |  |
| Catalano 90’ | Marcatori |  |

| Udine 11 ottobre 1987 5ª giornata | Udinese        | 0 – 0 | Bari | Stadio Friuli (16 297 spett.)\| Arbitro: \| Luci (Firenze) \| |
| Arbitro:                          | Luci (Firenze) |       |      |                                                               |

| Arbitro: | Magni (Bergamo) |

|                   |           |  |
| Vagheggi 10’, 69’ | Marcatori |  |

| Arbitro: | Sguizzato (Verona) |

|                 |           |  |
| Bivi 53’ (rig.) | Marcatori |  |

| Arbitro: | Guidi (Bologna) |

|                             |           |  |
| Vagheggi 62’ Caffarelli 89’ | Marcatori |  |

| Arbitro: | Pucci (Firenze) |

|                   |           |  |
| F. Signorelli 30’ | Marcatori |  |

| Arbitro: | Quartuccio (Torre Annunziata) |

|                          |           |             |
| Dossena 22’ Vagheggi 38’ | Marcatori | 21’ Carboni |

| Arbitro: | Novi (Pisa) |

|               |           |  |
| Chiarella 28’ | Marcatori |  |

| Arbitro: | Luci (Firenze) |

|  |           |                                      |
|  | Marcatori | 9’ Bonacina 56’ Fortunato 86’ Progna |

| Arbitro: | Dal Forno (Ivrea) |

|                                     |           |  |
| Turchetta 44’ (rig.) Occhipinti 79’ | Marcatori |  |

| Arbitro: | Satariano (Palermo) |

|            |           |  |
| Barbas 26’ | Marcatori |  |

| Udine 20 dicembre 1987 15ª giornata | Udinese         | 0 – 0 | Lazio | Stadio Friuli\| Arbitro: \| Nicchi (Arezzo) \| |
| Arbitro:                            | Nicchi (Arezzo) |       |       |                                                |

| Arbitro: | Fabricatore (Roma) |

|  |           |                                           |
|  | Marcatori | 10’ Dossena 50’ D. Fontolan 55’ Galbagini |

| Arbitro: | Bailo (Novi Ligure) |

|             |           |          |
| Dossena 24’ | Marcatori | 7’ Nappi |

| Modena 17 gennaio 1988 18ª giornata | Modena            | 0 – 0 | Udinese | Stadio Alberto Braglia\| Arbitro: \| Tuveri (Cagliari) \| |
| Arbitro:                            | Tuveri (Cagliari) |       |         |                                                           |

| Arbitro: | Tarello (Como) |

|                                           |           |                                |
| R. Russo 45’ Tagliaferri 68’ Firicano 87’ | Marcatori | 18’ Galassi 83’ (rig.) Faccini |

#### Girone di ritorno
| Arbitro: | Pairetto (Torino) |

|               |           |  |
| Mirabelli 89’ | Marcatori |  |

| Arbitro: | Lo Bello (Siracusa) |

|                              |           |                           |
| Vagheggi 20’ D. Fontolan 76’ | Marcatori | 3’ Stringara 23’ Marocchi |

| Cremona 21 febbraio 1988 22ª giornata | Cremonese   | 0 – 0 | Udinese | Stadio Giovanni Zini\| Arbitro: \| Novi (Pisa) \| |
| Arbitro:                              | Novi (Pisa) |       |         |                                                   |

| Arbitro: | Magni (Bergamo) |

|              |           |  |
| Firicano 57’ | Marcatori |  |

| Arbitro: | Fabricatore (Roma) |

|                                |           |  |
| Rideout 21’ Perrone 66’ (rig.) | Marcatori |  |

| Arbitro: | Acri (Novi Ligure) |

|              |           |                    |
| Tomasoni 74’ | Marcatori | 49’ (rig.) Dossena |

| Arbitro: | Lanese (Messina) |

|           |           |  |
| Manzo 32’ | Marcatori |  |

| Arbitro: | Fabricatore (Roma) |

|                |           |             |
| G.M. Butti 26’ | Marcatori | 40’ Dossena |

| Arbitro: | Felicani (Bologna) |

|                   |           |  |
| Vagheggi 35’, 38’ | Marcatori |  |

| Arbitro: | Bruni (Arezzo) |

|                        |           |                            |
| Baiano 18’ Minotti 56’ | Marcatori | 7’ Dossena 35’ D. Fontolan |

| Udine 24 aprile 1988 30ª giornata | Udinese             | 0 – 0 | Catanzaro | Stadio Friuli\| Arbitro: \| Lo Bello (Siracusa) \| |
| Arbitro:                          | Lo Bello (Siracusa) |       |           |                                                    |

| Arbitro: | Quartuccio (Torre Annunziata) |

|                                           |           |                                |
| Garlini 52’ El. Nicolini 78’ Compagno 88’ | Marcatori | 26’, 60’ F. Rossi 69’ Firicano |

| Arbitro: | Fiorenza (Siena) |

|                     |           |  |
| Vagheggi 34’ (rig.) | Marcatori |  |

| Arbitro: | Cornieti (Forlì) |

|                                     |           |                       |
| D. Fontolan 19’ Vagheggi 59’ (rig.) | Marcatori | 64’ Baroni 66’ Vanoli |

| Arbitro: | Amendolia (Messina) |

|                               |           |  |
| Rizzolo 9’ Monelli 21’ (rig.) | Marcatori |  |

| Arbitro: | Tuveri (Cagliari) |

|  |           |                |
|  | Marcatori | 39’ Fermanelli |

| Arbitro: | Satariano (Palermo) |

|           |           |              |
| Nappi 21’ | Marcatori | 12’ Firicano |

| Arbitro: | Casarin (Milano) |

|              |           |  |
| Firicano 89’ | Marcatori |  |

| Arbitro: | Beschin (Legnago) |

|  |           |              |
|  | Marcatori | 82’ Vagheggi |

### Coppa Italia

#### Quinto girone
| Arbitro: | Felicani (Bologna) |

|            |           |  |
| Protti 25’ | Marcatori |  |

| Arbitro: | Coppetelli (Tivoli) |

|                            |           |  |
| Baggio 31’ (rig.) Diaz 77’ | Marcatori |  |

| Arbitro: | Magni (Bergamo) |

|  |           |                        |
|  | Marcatori | 4’ Maradona 37’ Careca |

| Arbitro: | Tarallo (Como) |

|                                                     |           |                |
| Manzo 27’ F. Graziani 58’ Fontolan 69’ Firicano 89’ | Marcatori | 37’ Ballardini |

| Arbitro: | Di Cola (Avezzano) |

|                                                          |                      |                                                                   |
| Longhi L. Russo Fermanelli Zanin Simonini Ruffini Donati | Tiri di rigore 4 – 5 | Chierico Vagheggi D. Fontolan Tagliaferri F. Rossi Bruno Pusceddu |

## Statistiche

### Statistiche dei giocatori
| Giocatore        | Serie B  | Serie B | Serie B     | Serie B    | Coppa Italia | Coppa Italia | Coppa Italia | Coppa Italia | Totale   | Totale | Totale      | Totale     |
| Giocatore        | Presenze | Reti    | Ammonizioni | Espulsioni | Presenze     | Reti         | Ammonizioni  | Espulsioni   | Presenze | Reti   | Ammonizioni | Espulsioni |
| ---------------- | -------- | ------- | ----------- | ---------- | ------------ | ------------ | ------------ | ------------ | -------- | ------ | ----------- | ---------- |
| B. Abate         | 32       | -26     | ?           | ?          | 4            | -3           | ?            | ?            | 36       | -29    | ?           | ?          |
| F. Brini         | 7        | -9      | ?           | ?          | 1            | -1           | ?            | ?            | 8        | -10    | ?           | ?          |
| R. Bruno         | 34       | 0       | ?           | ?          | 5            | 0            | ?            | ?            | 39       | 0      | ?           | ?          |
| F. Del Fabro     | 1        | 0       | ?           | ?          | 0            | 0            | ?            | ?            | 1        | 0      | ?           | ?          |
| A. Firicano      | 25       | 5       | ?           | ?          | 4            | 1            | ?            | ?            | 29       | 6      | ?           | ?          |
| G. Galbagini     | 15       | 1       | ?           | ?          | 4            | 0            | ?            | ?            | 19       | 1      | ?           | ?          |
| D. Galparoli     | 38       | 1       | ?           | ?          | 4            | 0            | ?            | ?            | 42       | 1      | ?           | ?          |
| A. Orlando       | 2        | 0       | ?           | ?          | 0            | 0            | ?            | ?            | 2        | 0      | ?           | ?          |
| V. Pusceddu      | 30       | 0       | ?           | ?          | 5            | 0            | ?            | ?            | 35       | 0      | ?           | ?          |
| U. Righetti      | 24       | 0       | ?           | ?          | 0            | 0            | ?            | ?            | 24       | 0      | ?           | ?          |
| F. Rossi         | 31       | 2       | ?           | ?          | 3            | 0            | ?            | ?            | 34       | 2      | ?           | ?          |
| M. Storgato      | 7        | 0       | ?           | ?          | 5            | 0            | ?            | ?            | 12       | 0      | ?           | ?          |
| M. Andreotti     | 0        | 0       | ?           | ?          | 0            | 0            | ?            | ?            | 0        | 0      | ?           | ?          |
| O. Chierico      | 23       | 1       | ?           | ?          | 2            | 0            | ?            | ?            | 25       | 1      | ?           | ?          |
| A. Criscimanni   | 18       | 0       | ?           | ?          | 3            | 0            | ?            | ?            | 21       | 0      | ?           | ?          |
| P. Dal Fiume     | 2        | 0       | ?           | ?          | 0            | 0            | ?            | ?            | 2        | 0      | ?           | ?          |
| G. Dossena       | 28       | 6       | ?           | ?          | 0            | 0            | ?            | ?            | 28       | 6      | ?           | ?          |
| D. Fontolan      | 25       | 5       | ?           | ?          | 5            | 1            | ?            | ?            | 30       | 6      | ?           | ?          |
| A. Manzo         | 28       | 1       | ?           | ?          | 5            | 1            | ?            | ?            | 33       | 2      | ?           | ?          |
| G.P. Tagliaferri | 25       | 1       | ?           | ?          | 1            | 0            | ?            | ?            | 26       | 1      | ?           | ?          |
| E. Treppo        | 1        | 0       | ?           | ?          | 0            | 0            | ?            | ?            | 1        | 0      | ?           | ?          |
| L. Caffarelli    | 28       | 1       | ?           | ?          | 5            | 0            | ?            | ?            | 33       | 1      | ?           | ?          |
| F. Graziani      | 10       | 1       | ?           | ?          | 2            | 1            | ?            | ?            | 12       | 2      | ?           | ?          |
| L. Lugnan        | 5        | 0       | ?           | ?          | 0            | 0            | ?            | ?            | 5        | 0      | ?           | ?          |
| A. Zian          | 1        | 0       | ?           | ?          | 0            | 0            | ?            | ?            | 1        | 0      | ?           | ?          |
| R. Russo         | 0        | 0       | ?           | ?          | 0            | 0            | ?            | ?            | 0        | 0      | ?           | ?          |
| C. Vagheggi      | 31       | 10      | ?           | ?          | 2            | 0            | ?            | ?            | 33       | 10     | ?           | ?          |